# Eating Out: The Open Weekend
Eating Out: The Open Weekend je americký hraný film z roku 2011, který režíroval Q. Allan Brocka podle vlastního scénáře. Film je posledním z filmové série Eating Out. Snímek měl světovou premiéru na Tokyo International Lesbian & Gay Film Festivalu dne 8. října 2011.

## Děj
Zack a jeho nový přítel Benji se chystají na dovolenou do gay hotelu v Palm Springs, spolu s nimi jede i jejich transsexuální kamarádka Lily. S ohledem na množství mužů, kteří tam budou, Benji navrhne, aby jejich vztah byl po dobu víkendu volný a vysvětluje, že to bude dobrý způsob, jak se společně poznat. Zack je návrhem méně nadšený, ale chce, aby byl Benji šťastný, tak souhlasí. Ve stejném termínu do hotelu přijíždí i Zackův bývalý přátel Casey se svou kamarádkou Penny, kteří pobyt vyhráli na divadelním táboře. S vědomím, že Zack sem přijede se svým novým přítelem, Casey okamžitě zpanikaří a když potká svého bývalého spolužáka ze školy Petera, prosí ho, aby předstíral, že je jeho nový přítel. Zack zase před Caseym zatají, že mají na víkend s Benjim volný vztah, aby nevypadal příliš povrchně. Ovšem během pobytu začnou všechny lži vycházet postupně najevo. Lily a Penny společně bojují o pozornost barmana Luise, který je v hotelu jediným heterosexuálem. Kvůli zvláštní právní kličce bude na jedinou hodinu v oblasti Palm Springs možno uzavřít legální homosexuální sňatek. Benji poprosí Zacka o ruku, protože to považuje za výraz politického přesvědčení, a ten nakonec souhlasí, i když není příliš nadšený. Casey, který je stále zamilovaný do Zacka, jim jde za svědka. Zack si během obřadu náhle uvědomí, že Casey je pro něho ten pravý, odmítne Benjiho a ožení se s Caseym.

## Obsazení
| Aaron Milo         | Benji Aaron           |
| Chris Salvatore    | Zack Christopher      |
| Harmony Santana    | Lilly Veracruz        |
| Lilach Mendelovich | Penny                 |
| Daniel Skelton     | Casey                 |
| Michael Vara       | Peter                 |
| Alvaro Orlando     | Luis                  |
| Jennifer Elise Cox | recepční              |
| Rebekah Kochan     | Tiffani von der Sloot |
| Mink Stole         | teta Helen            |